# Hyphessobrycon columbianus
Hyphessobrycon columbianus, conosciuto comunemente come tetra colombiano, è un pesce d'acqua dolce appartenente alla famiglia Characidae.

## Distribuzione e habitat
Questa specie è diffusa nelle acque lente e in piccoli torrenti e ruscelli dei bacini idrografici dei fiumi Darien e Rio Acandi, in Colombia.

## Classificazione
Classificato nel 2002 da Zarske & Géry, questo pesce era prima indicato erroneamente come Hyphessobrycon aff. ecuadoriensis. I due biologi si interessarono a questa nuova specie e lo battezzarono col nome attuale proprio per indicare la sua presenza solo in corsi d'acqua della Colombia. Tuttavia attualmente non sono stati compiuti grandi studi su questa specie.

## Descrizione
Il corpo è alto, molto compresso ai fianchi, con dorso alto e profilo ventrale pronunciato. La pinna dorsale è alta, la ventrale lunga sul ventre, la caudale biforcuta. È presente la pinna adiposa. La livrea è appariscente: il dorso è verde smeraldo brillante, con riflessi metallici, che sfuma su un verde-blu grigiastro dai riflessi metallici su testa e ventre.

Le pinne sono rosso vivo, tendenzialmente bordate di nero.

Raggiunge una lunghezza di 7 cm.

## Alimentazione
Ha dieta onnivora.

## Acquariofilia
Diffusasi negli acquari americani già all'inizio del XXI secolo, da alcuni anni questa specie è presente sempre più spesso in tutto il mondo, conosciuta per la sua livrea vivace, le sue medie dimensioni e il suo comportamento relativamente tranquillo.